# Древна медицина
Историята на Древната медицина може да се раздели на Египетска медицина, Медицина на двуречието, Медицина на юдейството и Медицината в Древна Гърция и в Древен Рим.
Медицината на Древна Гърция е люлката на европейската медицина.